# الحقبة الإسبانية في تونس
الحقبة الإسبانية في تونس، ترمز إلى الفترة بين 1535 و1574 تاريخ احتلال الإسبان لعدة مناطق ساحلية في البلاد.
دخلت الدولة الحفصية سنة 1535 في صراع خلافة بين السلطان أبو عبد الله محمد الحسن وأخيه الأصغر رشيد. طلب الأخير العون من العثمانيين الذين تمكنوا من الاستيلاء على العاصمة بقيادة خير الدين بارباروسا (دون إرجاع رشيد على العرش). استنجد أبو عبد الله محمد الحسن بشارل الخامس، ملك إسبانيا الذي جهز جيشا قوامه 33،000 رجل و400 سفينة بالتحافل مع الدول البابوية، جمهورية جنوة ونظام فرسان مالطة. تمكن الإسبان من القيام بإنزال شمالي العاصمة في 16 يونيو، ثم بالإستيلاء على ميناء حلق الوادي، ثم تمكنوا من دخول العاصمة في 21 يوليو. أعيد تنصيب السلطان حسن على العرش لكنه أجبر على المصادقة على معاهدة تضع البلاد عمليا تحت الحماية الإسبانية. استمر في السنوات التالية الصراع بين الإسبان وحلفاءهم والعثمانيين. تمكن العثمانيون في النهاية سنة 1574، من طرد الإسبان نهائيا بعد الانتصار عليهم في معركة تونس.